# Ticoș (okręg Neamț)
Ticoș – wieś w Rumunii, w okręgu Neamț, w gminie Bicazu Ardelean. W 2011 roku liczyła 320 mieszkańców.